# Яворница
 Тази статия е за селото в България.  За селото в Егейска Македония, Гърция вижте Яворница (дем Бер).  
Я̀ворница е село в Югозападна България. То се намира в община Петрич, област Благоевград.

## География
Село Яворница се намира на 14 километра западно от град Петрич. Разположено е в Подгорието на наносен конус на Яворнишка река, която спира почти до река Струмешница. Тя огражда землището на селото от север. На юг от селото стръмно се издига горист сенчест склон на Беласица, а хълмистия подножен релеф се спуска леко на север. Най-ниските части на селото имат надморско равнище 190 метра, а най-високите са разположени непосредствено до планината на 500 метра. Съседни села са Камена и Ключ. Климатът е преходносредиземноморски с летен минимум и зимен максимум на валежите. Средната годишна валежна сума е около 750 мм. Почвите са предимно делувиално-ливадни. На 1,5 km южно от село е разположен Яворнишкият водопад, до който води маркирана пътека.

## История
В землището на селото са открити археологически останки от времето на античността и средновековието. В местността Гръка чука, северно от селото е локализиран тракийски могилен некропол (8 могили) от късния период на желязната епоха и античността.
Първите жители на селото са били българи. Това личи от факта, че и след падането на българските земи под османска власт, турците си служели с българските имена на местностите около селото. Такива са Балабаница, Садината, Куманица, Винище. Точни данни за възникването на селището няма. Предполага се, че то води началото си от десетина столетия. Селището е било на същото място. Преселила се е само българската махала от източата към западната страна, където е и днешния център.
Преди освобождението през 1912 година, Яворница принадлежи към Петричка кааза. Селото се споменава в османски данъчни регистри от 1570 и 1664 – 1665 години. Според първия регистър в селото живеят 131 християнски и 16 мюсюлмански домакинства. През XIX век селото е със смесено население. В „Етнография на вилаетите Адрианопол, Монастир и Салоника“, издадена в Константинопол в 1878 година и отразяваща статистиката на населението от 1873 година, Яворовица (Yavorovitza) е посочено като село с 63 домакинства със 75 жители мюсюлмани и 100 жители българи. Към 1900 г. според статистиката на Васил Кънчов населението на селото брои общо 350 души, от които 120 българи-християни, 230 турци.
Всички християни от Яворница са гъркомани, под ведомството на Цариградската патриаршия. По данни на секретаря на Българската екзархия Димитър Мишев в 1905 година в селото има 200 българи патриаршисти гъркомани.
След освобождението през 1912 година българските домакинства постепенно се увеличават. В селото се заселват планинци от Баскалци, Гега и Кукурахцево. Днес селото се числи към община Петрич и има около 350 домакинства.

## Население

### Етнически състав
Преброяване на населението през 2011 г.
Численост и дял на етническите групи според преброяването на населението през 2011 г.:
|                     | Численост |
| Общо                | 803       |
| Българи             | 534       |
| Турци               | 164       |
| Цигани              | 68        |
| Други               | -         |
| Не се самоопределят | -         |
| Неотговорили        | 32        |

## Културни и природни забележителности
- Черква „Св. Петка“
- Черква „Св. св. Кирил и Методий“
- Параклис „Св. Благовещение“
- Месджид /молитвен дом / на Джамийско настоятелство с. Яворница

## Редовни събития
Традиционният събор на селото е на 24 май. Съпроводен с програма от автентичен и обработен фолклор в самото навечерие на празника. На 24 май на площада в селото се провеждат традиционни борби за най-изявените борци в околието. Редовно се честват и мюсюлманските празници Рамазан Байрам и Курбан Байрам.

## Други
- Основно училище „Дядо Ильо Войвода“ – закрито 2013 година
- Читалище „Антон Попов“
- Стадион Яворница